# Giuseppe Benedetto Dusmet
Melchiorre Dusmet, en religion Giuseppe Benedetto Dusmet, né le 15 août 1818 à Palerme (Italie) et mort le 4 avril 1894 à Catane (Italie), est un prêtre catholique et cardinal italien.
Béatifié le 25 septembre 1988 par le pape Jean-Paul II, il est liturgiquement fêté le 4 avril de chaque année.

## Biographie
Giuseppe Benedetto Dusmet est né de l'union de Luigi Dusmet avec Maria Dragonetti. Il est le premier enfant d'une fratrie de six.
Enfant il est inscrit dans une école rattachée à l'abbaye bénédictine de San Martino delle Scale (en) mais craignant une vocation ecclésiastique, ses parents l'en retirent. Toutefois, consistant dans sa demande et son désir, ses parents le laissent reprendre contact avec les bénédictins.
En 1833, il intègre le noviciat du couvent bénédictin San Martino delle Scale (en) à Palerme où il prend pour nom religieux « Giuseppe Benedetto ». Le 15 novembre 1840, il est ordonné diacre et 15 août 1842 il ordonné prêtre.
En 1846, il rejoint l'abbaye du Saint-Esprit de Caltanissetta. En 1850, il rejoint l'abbaye dei Santi Severino e Sossio à Naples. En 1852, il est élu prieur de l'abbaye Sainte-Flavie de Caltanissetta (it) où il se distingue notamment par son action envers les nécessiteux et pendant l'épidémie de choléra qui frappa la ville en 1854 et 1855. En 1858, il est élu abbé du monastère de San Nicolò l'Arena à Catane.
Le 7 juillet 1866, est adopté par le royaume d'Italie une loi supprimant les ordres et congrégations religieuses et le 15 août 1867, est adopté une loi ordonnant la confiscation des biens des organismes religieux. Dans ce contexte Giuseppe Benedetto Dusmet et les moines sous sa charge doivent abandonner leur monastère de San Nicolò l'Arena.
En 1866, la commune de Nicolosi qui se dresse sur les pentes du volcan Etna est menacée par une coulée de lave. Les autorités civiles ordonnent l'évacuation de la ville. Le 24 mai Giuseppe Benedetto Dusmet organise une procession avec une relique de Sainte Agathe pour le sauvetage de la ville. La lave s'arrête à 100 mètres de la première habitation. Une partie des habitants attribuent cet arrêt qu'ils considèrent miraculeux à l'intercession de Sainte Agathe et à la prière de Giuseppe Benedetto Dusmet. Parmi les témoins de l'événement figure Giovanni Verga qui publia peu après la nouvelle « L'agonia di un villaggio ».
Le 10 mars 1867, Giuseppe Benedetto Dusmet est nommé évêque de Catane. Il entreprend une action pastorale et sociale importante (réorganisation du séminaire, visite des paroisses, rencontre des jeunes, promotion d'associations catholiques pour encourager une éducation chrétienne et civique, etc). Il encourage les laïcs catholiques à s'engager dans le milieu associatif pour promouvoir les valeurs chrétiennes.
Sous son  épiscopat sont nés l'oratoire de Philippe Néri, ainsi que  l'institut salésien.
Le 14 février 1889, il est nommé cardinal par le pape Léon XIII. Toutefois, il continue de porter la coule noire des bénédictins au lieu de l'habit rouge traditionnel des cardinaux. Le pape le charge notamment de fonder le collège saint Anselme spécialisé en philosophie, théologie et liturgies.
Fatigué et malade il décède le 4 avril 1894 à Catane, dans son lit mais sans draps qu'il avait donnés aux pauvres.
À Catane, il est d'abord enterré au cimetière de Catane (it), puis à la suite des demandes de la population, il est enterré dans la cathédrale Sainte-Agathe.
Des funérailles solennelles furent également célébrées à Caltanissetta et à Palerme.

## Reconnaissance par l'Église catholique
Le 15 juillet 1965, il est déclaré vénérable par le pape Paul VI.
Le 25 septembre 1988 Giuseppe Benedetto Dusmet est béatifié par le pape Jean-Paul II.

### Reconnaissance d'un miracle par l'Église catholique
En vue de la béatification de Giuseppe Benedetto Dusmet il a été soumis le cas de Salvatore Consoli, né à Catane le 18 février 1886, maçon de profession et mort 16 novembre 1971. En mai 1937, à l'âge de 51 ans, Salvatore Consoli chute d'une échelle. Le 6 août 1937, est réalisé un examen radiologique qui montre des lésions à la colonne vertébrale. Sa famille invoque alors Giuseppe Benedetto Dusmet. Contre toute attente l'état de santé de Salvatore Consoli s'améliore et il peut à nouveau à marcher. Son cas est transmis à la Congrégation pour les Causes des Saints. Un collège d'experts médicaux est mandaté. Celui-ci déclare la guérison « inexplicable selon les connaissances médicales actuelles ».
Le décret sur l'authenticité du miracle est promulgué le 1er septembre 1988 et le 25 septembre 1988 il est béatifié par le pape Jean-Paul II qui le présente à cette occasion comme : 
« un témoin de la charité évangélique dans des temps particulièrement troublés pour la vie de l'Église, au milieu de violents conflits partisans et de profondes altérations du tissu politique et social du pays (...) Bien qu'il ait grandi dans le confort d'une famille aristocratique et aisée, (...) il s'était littéralement dépouillé de tout pour vêtir les pauvres, dont il se sentait comme un humble serviteurs »

### Hommages
- Chevalier de l'Ordre équestre du Saint-Sépulcre de Jérusalem.

- Médaille d'or pour le Mérite en santé publique (it)
- Monument sur la Place Saint-François-d'Assise de Catane (it)

## Galerie

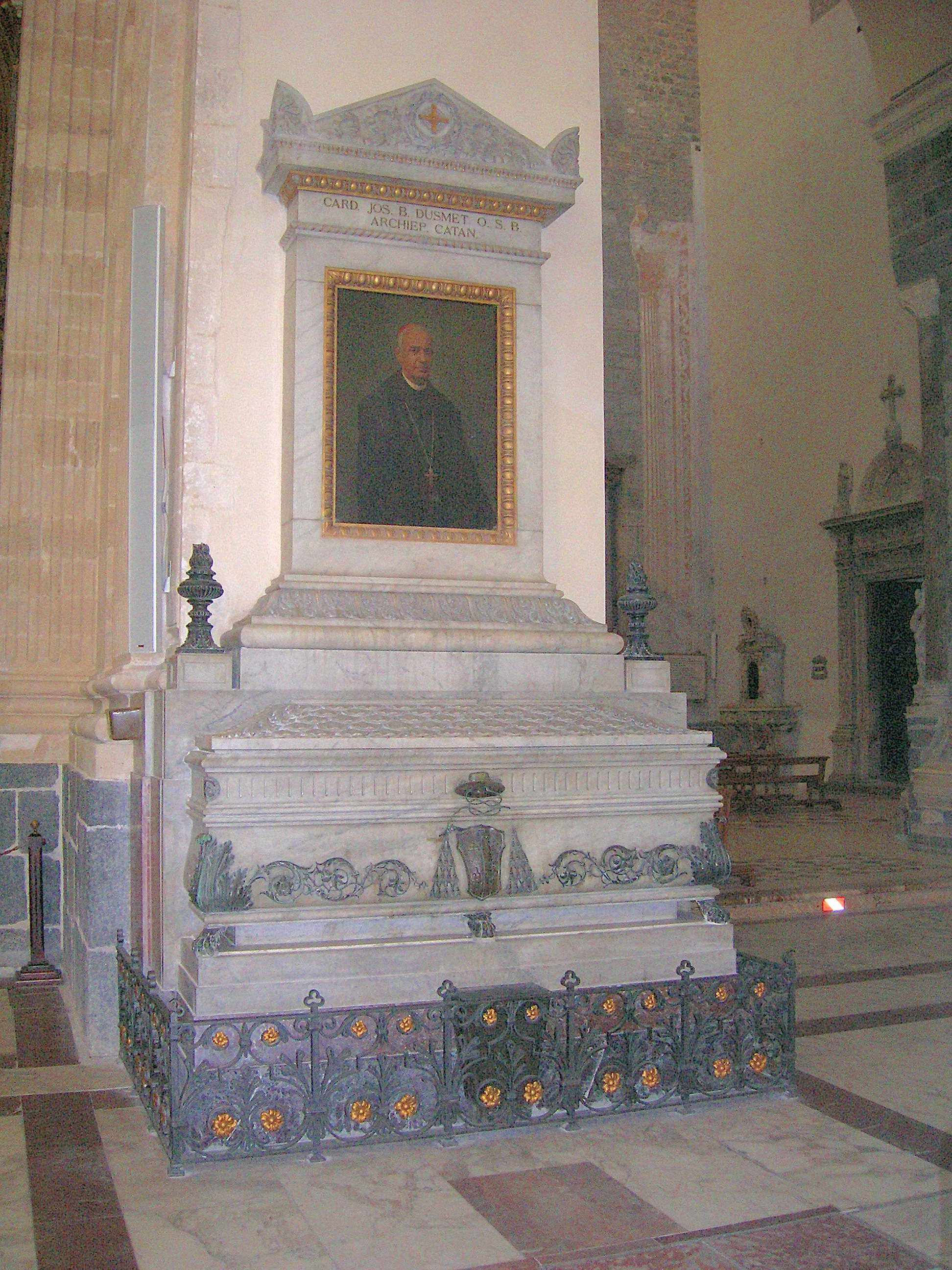
Tombe du cardinal Dusmet dans la cathédrale Sainte-Agathe à Catane
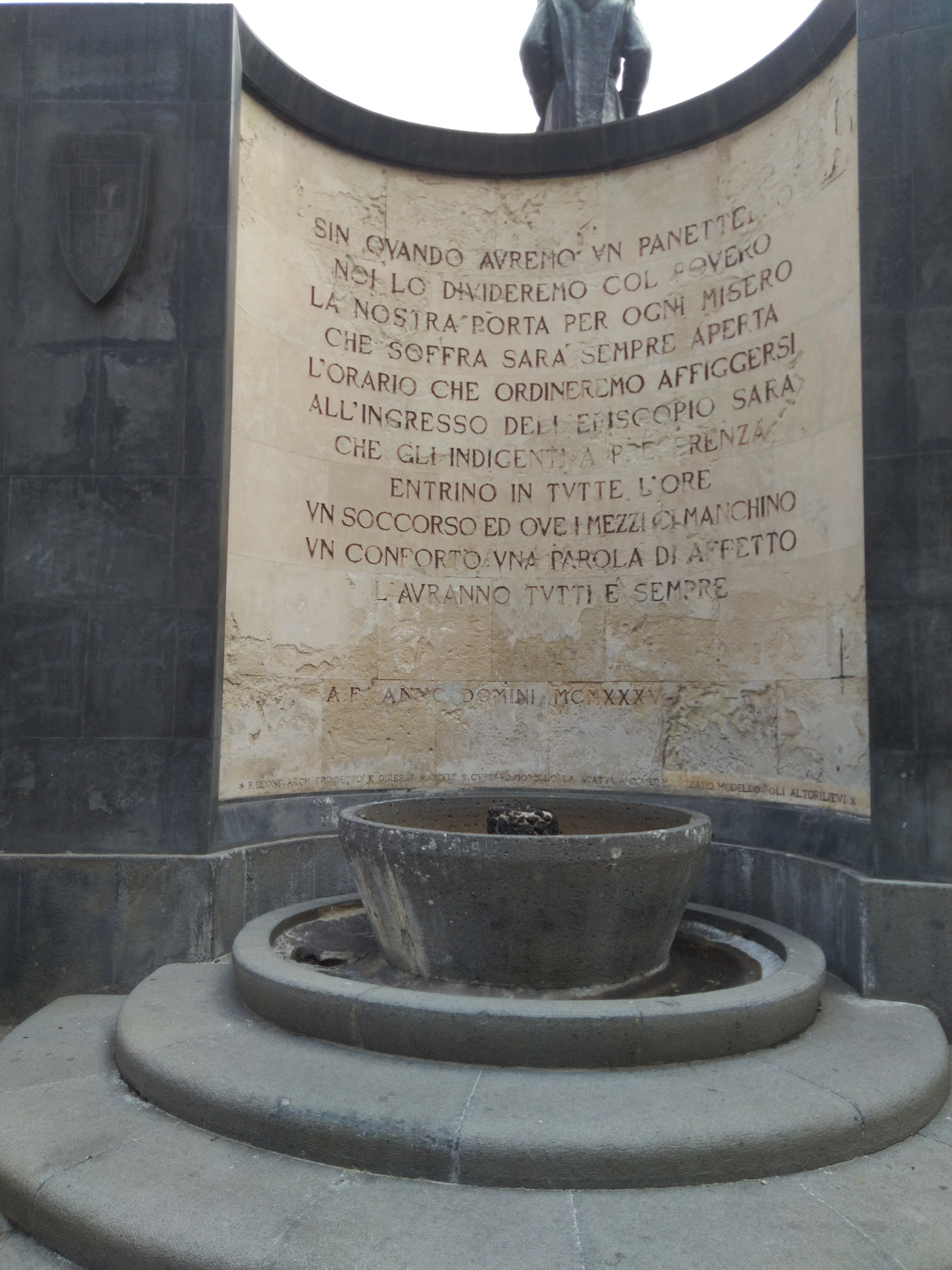
Epigrafe sur le monument dédié au cardinal Dusmet sur la place San Francesco d'Assisi à Catane

## Sources
1. ↑  « Bienheureux Joseph-Benoît Dusmet », sur Nominis (consulté le 22 février 2024)
2. 1 2  « The Cardinals of the Holy Roman Church - Biographical Dictionary - Consistory of February 11, 1889 », sur archive.wikiwix.com (consulté le 22 février 2024)
3. 1 2 3 4  (it) « Giuseppe Benedetto Dusmet », sur www.causesanti.va (consulté le 21 février 2024)
4. 1 2  (it) « I miracoli », sur BEATO GIUSEPPE BENEDETTO DUSMET O.S.B. (consulté le 23 février 2024)
5. ↑  « Beato Giuseppe Benedetto Dusmet », sur Santiebeati.it (consulté le 23 février 2024)
6. ↑  « The Cardinals of the Holy Roman Church - Biographical Dictionary - Consistory of February 11, 1889 », sur cardinals.fiu.edu (consulté le 22 février 2024)
7. ↑  (en-US) « CatholicSaints.Info » Blog Archive » Blessed Giuseppe Benedetto Dusmet » (consulté le 22 février 2024)
8. ↑  (it) « Giuseppe Benedetto Dusmet », sur www.causesanti.va (consulté le 22 février 2024)

- Fiche du cardinal sur le site fiu.edu